# El Arlequín
El Arlequín fue una revista manuscrita editada por Eduardo Toda y Josep Ribera por primera vez el 22 de noviembre de 1867, con una tirada total de doce ejemplares y se publicaron doce números. La revista trataba la actualidad cultural, además de incluir poemas entre sus páginas y los primeros dibujos de Antoni Gaudí.